# Gradska vijećnica u Splitu
Gradska vijećnica, bivša upravna zgrada u Splitu na adresi Iza lože 1. Zaštićeno je kulturno dobro.

## Opis
Nalazi se na Narodnom trgu (Pjaci). Građena je i dograđivana od 14. do 19. stoljeća. Ostatak jedinstvenog sklopa gotičkih građevina i sjedišta svjetovne gradske vlasti srednjovjekovnoga Splita. Dijelom je sačuvala izvorni romaničko-gotički izgled, ali je temeljito obnovljena u neogotičkom slogu nakon što su 1825. porušene Komunalna i Kneževa palača. U njoj je nekad bila gradska vijećnica, zatim Etnografski muzej Split od 1924. do 2004. godine, a danas su u njoj izložbe.

## Zaštita
Čini cjelinu s kapelicom sv. Lovre i pod oznakom Z-4686 zavedeni su kao nepokretno kulturno dobro – pojedinačno, pravna statusa zaštićena kulturnog dobra, klasificiranog kao sakralno-profana graditeljska baština.